# 韓國高速公路

韓國高速公路圖

大韩民国高速公路（：／ gosok doro */?）的歷史始於1960年代末、1970年代初。連接首都首爾、外港仁川，以及第二大城市釜山的高速公路先後通車。
此後陸續興建了連接全羅道、中部地區、南海岸，以及嶺東地方的高速公路。為紓緩經過首爾等大城市的交通，亦興建了環城高速公路。2023年高速公路里數達4973公里。大部分由國營的韓國道路公社經營。

## 路線

### 編號系統
2001年8月24日起，除了京釜高速公路仍然維持其1號編號外，其余高速公路编号均改用双位及三位编号。所有高速公路大致分為南北向、東西向、環線及支線。另外70－99號預留給兩韓統一後北方的高速公路編碼用。
- 南北向：雙位單數，由西至東遞增，主幹線以5結尾。
- 東西向：雙位雙數，由南至北遞增，主幹線以0結尾。
- 環線：三位數，後兩位為00，第一位依以下規則分配給指定城市
  - 首爾：1
  - 大田：3
  - 京畿道（首都圈）：4
  - 光州：5
  - 釜山：6
  - 大邱：7
- 支線：三位，前兩位為幹線編號

### 路線總覽
- 起點，終點和長度的資訊以國土交通部 2015-181 號公告為基礎。[2]
- 未開通的道路或交流道以紅色背景標識。

| 標識                                        | 路線 編號 | 路線名                                            | 起點                                                | 終點                                              | 長度    |
| ------------------------------------------- | --------- | ------------------------------------------------- | --------------------------------------------------- | ------------------------------------------------- | ------- |
|                                             | 1         | 京釜高速公路                                      | 釜山廣域市金井區久瑞洞 (久瑞交流道)                 | 首爾特別市瑞草區良才洞 (良才交流道)               | 416.1km |
|                                             | 10        | 南海高速公路                                      | 全羅南道靈岩郡鶴山面隱谷里 (西靈岩交流道)           | 全羅南道順天市海龍面星山里 (海龍交流道)           | 106.8km |
| 全羅南道順天市西面東山里 (西順天交流道)     | 10        | 南海高速公路                                      | 釜山廣域市北區德川洞 (德川交流道)                   | 166.3km                                           |         |
|                                             | 12        | 務安光州高速公路                                  | 全羅南道務安郡望雲面皮西里 (務安機場交流道)         | 光州廣域市光山區雲水洞 (雲水交流道)               | 41.3km  |
| 光州大邱高速公路                            | 12        | 全羅南道潭陽郡古西面甫村里 (古西系統交流道)       | 大邱廣域市達城郡玉浦面本里里 (玉浦系統交流道)       | 176.0km                                           |         |
|                                             | 14        | 咸陽蔚山高速公路                                  | 慶尚南道咸陽郡地谷面馬山里                          | 蔚山廣域市蔚州郡靑良邑三亭里 (蔚州系統交流道)     | 144.5km |
|                                             | 15        | 西海岸高速公路                                    | 全羅南道務安郡三鄉邑麥浦里 (竹林交流道)             | 首爾特別市衿川區禿山洞 (衿川交流道)               | 336.6km |
|                                             | 16        | 蔚山高速公路                                      | 蔚山廣域市蔚州郡彥陽邑東部里 (彥陽系統交流道)       | 蔚山廣域市南區無去洞 (蔚山交流道)                 | 14.3km  |
|                                             | 17        | 益山平澤高速公路                                  | 全羅北道益山市王宮面九德里 (益山系統交流道)         | 京畿道平澤市安仲邑三井                            | 132.0km |
| 平澤坡州高速公路                            | 17        | 京畿道平澤市梧城面安化里 (梧城交流道)             | 京畿道坡州市文山邑內浦里 (內浦交流道)               | 117.9km                                           |         |
|                                             | 20        | 新萬金浦項高速公路                                | 全羅北道金堤市進鳳面深浦里                          | 全羅北道完州郡上關面衣岩里                        | 55.1km  |
| 全羅北道益山市王宮面九德里 (益山系統交流道) | 20        | 新萬金浦項高速公路                                | 全羅北道長水郡長溪面月岡里 (長水系統交流道)         | 60.6km                                            |         |
| 大邱廣域市東區道洞 (八公山收費站)           | 20        | 新萬金浦項高速公路                                | 慶尚北道浦項市北區興海邑大蓮里 (浦項交流道)         | 69.4km                                            |         |
|                                             | 25        | 湖南高速公路                                      | 全羅南道順天市西面東山里 (西順天交流道)             | 忠清南道論山市鍊武邑高内里 (論山系統交流道)       | 194.2km |
| 論山天安高速公路                            | 25        | 忠清南道論山市鍊武邑高内里 (論山系統交流道)       | 忠清南道天安市東南區木川邑應院里 (天安系統交流道)     | 82.0km                                            |         |
|                                             | 27        | 順天完州高速公路                                  | 全羅南道順天市海龍面福星里 (東順天交流道)           | 全羅北道完州郡龍進邑龍興里 (完州系統交流道)       | 117.8km |
|                                             | 29        | 世宗抱川高速公路                                  | 京畿道安城市金光面長竹里                            | 京畿道九里市土坪洞 (南九里交流道)                 | 71.1km  |
| 京畿道九里市土坪洞 (南九里交流道)           | 29        | 世宗抱川高速公路                                  | 京畿道抱川市新北面加採里 (新北交流道)               | 50.6km                                            |         |
|                                             | 30        | 瑞山盈德高速公路                                  | 忠清南道瑞山市大山邑花谷里                          | 慶尚北道盈德郡盈德邑南山里 (盈德交流道)           | 330.8km |
|                                             | 32        | 唐津清州高速公路                                  | 忠清南道唐津市松嶽邑全垈里                          | 忠清北道清州市清原區梧倉邑場垈里 (梧倉系統交流道) | 55.9km  |
|                                             | 35        | 統營大田高速公路                                  | 慶尚南道統營市龍南面東達里 (統營交流道)             | 大田廣域市東區新上洞 (飛龍系統交流道)             | 215.3km |
| 中部高速公路                                | 35        | 忠清北道清州市西原區南二面石室里 (南二系統交流道) | 京畿道河南市春宮洞 (河南系統交流道)                 | 117.2km                                           |         |
|                                             | 37        | 第二中部高速公路                                  | 京畿道利川市麻長面標橋里 (麻長系統交流道)           | 京畿道河南市上山谷洞 (山谷系統交流道)             | 31.1km  |
|                                             | 40        | 平澤堤川高速公路                                  | 京畿道平澤市青北邑高棧里 (西平澤系統交流道)         | 忠清北道堤川市錦城面月林里 (堤川系統交流道)       | 127.4km |
|                                             | 45        | 中部內陸高速公路                                  | 慶尚南道昌原市馬山會原區內西邑中里 (內西系統交流道) | 京畿道楊平郡玉泉面我新里 (楊平交流道)             | 301.7km |
|                                             | 50        | 嶺東高速公路                                      | 仁川廣域市南洞區西昌洞 (西昌系統交流道)             | 江原道江陵市城山面松岩里 (江陵系統交流道)         | 234.4km |
|                                             | 52        | 廣州原州高速公路                                  | 京畿道廣州市草月邑勒峴里 (京畿廣州系統交流道)       | 江原道原州市加峴洞 (原州系統交流道)               | 57.0km  |
|                                             | 55        | 中央高速公路                                      | 釜山廣域市沙上區三樂洞 (三樂交流道)                 | 江原道春川市碩士洞 (春川交流道)                   | 388.1km |
|                                             | 60        | 首爾襄陽高速公路                                  | 首爾特別市江東區高德洞 (江一交流道)                 | 江原道襄陽郡西面凡阜里 (襄陽系統交流道)           | 150.2km |
|                                             | 65        | 東海高速公路                                      | 釜山廣域市海雲台區佐洞                              | 慶尚北道盈德郡江口面上直里                        | 131.8km |
| 江原道三陟市近德面上孟芳里 (近德交流道)     | 65        | 東海高速公路                                      | 江原道束草市蘆鶴洞 (束草交流道)                     | 122.6km                                           |         |
|                                             | 100       | 首都圈一環高速公路                                | 京畿道城南市盆唐區三坪洞 (板橋系統交流道)           | 京畿道城南市盆唐區三坪洞 (板橋系統交流道)         | 128.0km |
|                                             | 102       | 南海高速公路第一支線                              | 慶尚南道咸安郡山仁面新山里 (山仁系統交流道)         | 慶尚南道昌原市義昌區東邑龍岡里 (昌原系統交流道)   | 17.9km  |
|                                             | 104       | 南海高速公路第二支線                              | 慶尚南道金海市酒村面良洞里 (冷井系統交流道)           | 釜山廣域市沙上區甘田洞 (沙上交流道)               | 20.6km  |
|                                             | 105       | 南海高速公路第三支線 (釜山港新港高速公路)         | 慶尚南道昌原市鎮海區南門洞                          | 慶尚南道金海市進禮面山本里 (進禮系統交流道)       | 15.3km  |
|                                             | 110       | 京仁第二高速公路                                  | 仁川廣域市中區雲西洞 (機場新都市系統交流道)         | 京畿道城南市壽井區沙松洞 (麗水大路交流道)         | 70.0km  |
|                                             | 120       | 京仁高速公路                                      | 仁川廣域市西區佳亭洞 (西仁川交流道)                 | 首爾特別市陽川區新月洞 (新月交流道)               | 13.4km  |
|                                             | 130       | 仁川國際機場高速公路                              | 仁川廣域市中區雲西洞仁川國際機場                    | 京畿道高陽市德陽區玄川洞 (北路交流道)             | 36.5km  |
|                                             | 151       | 舒川公州高速公路                                  | 忠清南道舒川郡華陽面玉浦里 (東舒川交流道)           | 忠清南道公州市牛城面方文里 (西公州系統交流道)     | 61.4km  |
|                                             | 153       | 平澤始興高速公路                                  | 京畿道平澤市青北邑高棧里 (西平澤系統交流道)         | 京畿道始興市去毛洞 (君子系統交流道)               | 40.3km  |
|                                             | 171       | 烏山華城高速公路                                  | 京畿道烏山市西廊洞 (西烏山系統交流道)               | 京畿道華城市安寧洞 (安寧交流道)                   | 2.5km   |
| 龍仁首爾高速公路                            | 171       | 京畿道龍仁市器興區靈德洞 (興德交流道)             | 首爾特別市江南區細谷洞 (獻陵交流道)                 | 22.9km                                            |         |
|                                             | 173       | 益山平澤高速公路支線                              | 京畿道平澤市玄德面權管里(玄德系統交流道)            | 京畿道平澤市浦升邑希谷里(浦升系統交流道)          | 5.7km   |
|                                             | 202       | 新萬金浦項高速公路支線                            | 慶尚北道浦項市北區杞溪面縣內里                      | 慶尚北道浦項市北區興海邑龍汗里                    | 24.0km  |
|                                             | 251       | 湖南高速公路支線                                  | 忠清南道論山市鍊武邑高内里 (論山系統交流道)         | 大田廣域市大德區新垈洞 (懷德系統交流道)           | 54.0km  |
|                                             | 253       | 高敞潭陽高速公路                                  | 全羅北道高敞郡古水面禮智里 (高敞系統交流道)         | 全羅南道潭陽郡大德面雲岩里 (大德系統交流道)       | 42.5km  |
|                                             | 255       | 康津光州高速公路                                  | 全羅南道康津郡鵲川面峴山里                          | 光州廣域市西區碧津洞                              | 51.1km  |
|                                             | 300       | 大田南環高速公路                                  | 大田廣域市儒城區元内洞 (西大田系統交流道)           | 大田廣域市東區飛龍洞 (飛龍系統交流道)             | 20.9km  |
|                                             | 301       | 尚州永川高速公路                                  | 慶尚北道尚州市洛東面升谷里 (洛東系統交流道)         | 慶尚北道永川市北安面林浦里 (永川系統交流道)       | 93.9km  |
|                                             | 400       | 首都圈二環高速公路                                | 仁川廣域市中區新興洞3街 (南港交岔路)                | 京畿道金浦市陽村邑樓山里 (西金浦通津交流道)       | 28.5km  |
| 京畿道金浦市陽村邑興新里 (西金浦通津交流道) | 400       | 首都圈二環高速公路                                | 京畿道坡州市坡州邑釜谷里                            | 25.4km                                            |         |
| 京畿道坡州市坡州邑釜谷里                    | 400       | 首都圈二環高速公路                                | 京畿道楊州市桧岩洞 (楊州交流道)                     | 24.8km                                            |         |
| 京畿道抱川市蘇屹邑茂峰里 (蘇屹系統交流道)   | 400       | 首都圈二環高速公路                                | 京畿道楊州市桧岩洞 (楊州交流道)                     | 6.0km                                             |         |
| 京畿道抱川市蘇屹邑茂峰里 (蘇屹系統交流道)   | 400       | 首都圈二環高速公路                                | 京畿道楊平郡玉泉面我新里 (楊平交流道)               | 46.5km                                            |         |
| 京畿道華城市麻道面雙松里 (麻道系統交流道)   | 400       | 首都圈二環高速公路                                | 京畿道驪州市山北面龍潭                              | 82.3km                                            |         |
| 京畿道安山市檀園區城谷洞 (南安山系統交流道) | 400       | 首都圈二環高速公路                                | 京畿道始興市正往洞 (始華交流道)                     | 2.4km                                             |         |
|                                             | 451       | 中部內陸高速公路支線                              | 大邱廣域市達城郡玄風邑池里 (玄風系統交流道)           | 大邱廣域市北區琴湖洞 (琴湖系統交流道)             | 30.0km  |
|                                             | 500       | 光州外環高速公路                                  | 光州廣域市光山區松峙洞 (南光山交流道)               | 全羅南道長城郡南面芬香里 (南長城系統交流道)       | 10.3km  |
|                                             | 551       | 中央高速公路支線                                  | 慶尚南道金海市佛岩洞 (金海系統交流道)               | 慶尚南道梁山市多芳洞 (梁山系統交流道)             | 18.1km  |
|                                             | 600       | 釜山外環高速公路                                  | 慶尚南道金海市進永邑牛洞里 (進永系統交流道)           | 釜山廣域市機張郡日光面花田里 (機張系統交流道)       | 48.8km  |
|                                             | 700       | 大邱外環高速公路                                  | 大邱廣域市達西區大泉洞 (達西交流道)                 | 大邱廣域市東區上梅洞 (栗岩收費站)                 | 32.91km |

### 重疊區間
| 路線名    | 路線名           | 重複區間 (數字為交流道編號)      | 重複區間 (數字為交流道編號)      | 重複區間 (數字為交流道編號) | 路線名           | 路線名             | 長度   |
| 編號      | 名稱             | 重複區間 (數字為交流道編號)      | 重複區間 (數字為交流道編號)      | 重複區間 (數字為交流道編號) | 編號             | 名稱               | 長度   |
| --------- | ---------------- | -------------------------------- | -------------------------------- | --------------------------- | ---------------- | ------------------ | ------ |
|           | 湖南高速公路支線 | 6 ~ 8                            | 儒城系統交流道↔ 懷德系統交流道   | 13 ~ 17                     |                  | 瑞山盈德高速公路   | 26.9km |
|           | 京釜高速公路     | 31 ~ 34                          | 懷德系統交流道↔ 清州系統交流道   | 13 ~ 17                     |                  | 瑞山盈德高速公路   | 26.9km |
| 36-2 ~ 38 | 京釜高速公路     | 玉山系統交流道↔ 天安系統交流道   |                                  |                             | 唐津清州高速公路 | 15.7km             |        |
| 13 ~ 17   | 京釜高速公路     | 東大邱系統交流道↔ 琴湖系統交流道 | 11 ~ 14                          |                             | 中央高速公路     | 17.3km             |        |
|           | 統營大田高速公路 | 20 ~ 22                          | 山内系統交流道↔ 飛龍系統交流道   | 4 ~ 6                       |                  | 大田南環高速公路   | 7.6km  |
|           | 平澤坡州高速公路 |                                  | 西烏山系統交流道↔ 華城系統交流道 | 3 ~ 1-1                     |                  | 首都圈二環高速公路 | 4.3km  |
|           | 湖南高速公路     | 9 ~ 9-1                          | 古西系統交流道↔ 文興交流道       | 12 ~                        |                  | 光州大邱高速公路   | 4.8km  |
|           | 瑞山盈德高速公路 | 24 ~ 25                          | 洛東系統交流道↔ 尚州系統交流道   |                             |                  | 尚州永川高速公路   | 3.8km  |
|           | 平澤始興高速公路 | 2-1 ~ 4-1                        | 麻道系統交流道↔ 南安山系統交流道 |                             |                  | 首都圈二環高速公路 | 13.5km |

## 摩托車限制
1968年12月，韓國第一條高速公路京釜高速公路開通時，摩托車(排氣量250CC以上)可以自由進入高速公路。
1972年6月1日起，禁止摩托車與三輪車進入高速公路，理由是造成車流混亂與車禍頻傳。（1991年公布法令，并且禁止摩托车驶入快速公路。）
2005年，一個家庭主婦對道路交通法提出釋憲，一個摩托車愛好者的團體也提出憲法申訴。
2007年4月9日，數個團體騎上京釜高速公路舉行抗議，遭到員警攔下。韓國實際上已經有過數次的示威遊行，都沒有效果。
2007年5月9日，國民議會研討會召開道路交通法第六十三條公路交通管理法立法修正案的聽證會。
2007年10月6日，國民議會研討會指出，目前的摩托車障礙是國家警察局錯誤政策的造成的副作用。韓國機車路權網站呼籲：一、政府改善道路交通法與社會歧視摩托車的現象；二、創新法規並創造尊重與遵守法條的社會文化；三、教育愛騎車的年輕人，追逐正確的夢想。
2014年，數個騎士騎上高速公路，遭到員警騎乘重機攔停，因違反道路交通法第63條提出告發，並由員警引導下交流道。
2016年，韓國知名摩托車旅遊頻道존잘 MG在一次由首爾出發前往加平郡瀑布的旅遊中，因騎上高速公路遭到員警攔停並提出告發，員警自行離去。